# Jason Dawe
Jason Andrew Dawe (ur. 4 maja 1967 w Camelford) -  brytyjski dziennikarz i jeden z byłych prezenterów popularnego programu telewizyjnego Top Gear.

## Kariera telewizyjna
W 2002 roku podczas pierwszego sezonu odnowionego Top Gear, Dawe prowadził program razem z Jeremym Clarksonem i Richardem Hammondem. W drugim sezonie zastąpił go James May.
W 2005 roku powrócił on do prowadzenia programu telewizyjnego i razem z Penny Mallory został prowadzącym Used Car Roadshow. Program zakończono w 2007 roku.